# フランク・F・フレッチャー
フランク・フライデー・フレッチャー（Frank Friday Fletcher, 1855年11月23日 - 1928年11月28日）は、19世紀後半から20世紀前半にかけてのアメリカ海軍の軍人。第二次世界大戦時の提督、フランク・J・フレッチャーのおじにあたる。

## 経歴
アイオワ州オスカルーサで生まれたフレッチャーは海軍兵学校の1875年度卒業生であった。大西洋艦隊第1艦隊の指揮官としてフレッチャーは1914年4月21日、22日にメキシコのベラクルスへの上陸を指揮し、その功績により名誉勲章を受章した。
フレッチャーは1914年の後半に大西洋艦隊の最高司令官に任命され、1915年3月10日に海軍大将に昇進、1916年まで同職を務める。その後1919年11月23日に退役するまで総司令部で勤務し、第一次世界大戦での功績で殊勲章を受章した。退役後も二度再招集され、1925年には国防における航空機の有効活用を研究する委員会の委員を務めた。フレッチャーは1928年11月28日にニューヨークで死去した。
なお、フレッチャー級駆逐艦のフレッチャー (USS Fletcher DD-445) は、フレッチャーの名に因んで命名された。